# 吳汝顯
吴汝显（？—？），字养微，號中涵，南直隶徽州府歙县人，明朝政治人物。同进士出身。

## 生平
萬曆十六年（1588年）戊子科舉人，三十二年（1604年）甲辰科進士。礼部觀政，三十三年授刑部主事，三十七年升广西司郎中，江北审决，三十八年升兖州府知府，四十一年升本省副使，四十四年拾遗，卒。